# Портрет каноника дона Хуана Антонио Льоренте
«Портрет каноника дона Хуана Антонио Льоренте» (исп. Retrato del canónigo don Juan Antonio Llorente) — картина испанского художника Франсиско Гойи, написанная маслом на холсте и ныне хранящаяся в Художественном музее Сан-Паулу (Бразилия).

## История
Хуан Антонио Льоренте (1756—1823) — доктор канонического права и священник, рукоположенный в 1779 году. Он занимал должности комиссара Священной канцелярии в Логроньо, секретаря инквизиции в Мадриде, а в 1810 году — комиссара Священного крестового похода. Льоренте изнутри пытался бороться с репрессивным характером инквизиции и её несправедливыми судами. 20 сентября 1809 года Жозеф Бонапарт, занимавший тогда испанский трон, наградил его Королевским орденом Испании. После вывода французских войск из Испании Льоренте подвергся преследованиям за свои либеральные взгляды и был вынужден эмигрировать во Францию, где продолжал писать. Там в 1818 году он опубликовал критическую историю испанской инквизиции, которую написал на основе данных, собранных в Мадриде, когда он был секретарём инквизиции. Он воспользовался амнистией либерального правительства и вернулся в Испанию, умерев в Мадриде в 1823 году.
Свидетельством знакомства Льоренте с Гойей является рукопись священнослужителя с комментарием о серии гравюр художника «Капричос», хранящаяся в Музее изящных искусств в Бостоне. Гойя написал портрет Льоренте примерно в 1809—1813 годах, когда тому было около 55 лет. В работе Льоренте об инквизиции содержатся комментарии о колдовстве, схожие со взглядам Гойи по этому вопросу. Там же содержатся описания пыток, которые также могли найти отражение в творчестве Гойи.

## Описание
Священник представлен в своём одеянии в полный рост на нейтральном фоне. Одеяние его абсолютно чёрное, единственное, что на нём выделяется, это красная лента Королевского ордена Испании. На голове он носит пилеолус, из-под которого выглядывают седые волосы. Его руки сложены в скромном жесте. В правой руке он сжимает белый шарф, а левой поддерживает складки своей одежды. На мизинце левой руки у недо одето кольцо комиссара Священного крестового похода. Лицо священника примечательно умным и настороженным взглядом, живой мимикой и большой выразительностью. На его губах читается сардоническая улыбка. В этой работе Гойи прослеживается влияние портретов Веласкеса 1630-х годов, особенно оно заметно в цветовой палитре и расположении фигуры в пространстве.

## Провенанс
Картина была частью коллекции Франсиско Льоренте-и-Гарсиа де Винуэсы, племянника Хуана Антонио Льоренте, а затем находилась в собрании Хуана Лафоры в Мадриде. В 1903 году в Париже её приобрёл Поль Дюран-Рюэль, а в 1921 году арт-дилер Арон Зигфрид Дрей. В 1958 году Антонио Санчес Гальдеано даровал этот портрет Художественному музею Сан-Паулу в Бразилии.